# Pinales
Pinales  este un ordin de conifere  (rășinoase) care cuprinde 7 familii ce însumează circa 50 genuri cu peste 500 specii.

## Morfologie
Reprezentanții ordinului Pinales sunt arbori sau arbuști cu frunze, în general, aciculare sau solzoase, întregi, sempervirescente și flori mici, unisexuate, dispuse sub formă de conuri. În toate organele vegetative ale coniferelor se află canale rezinifere (în afară de familia Cupressaceae.
Tulpina are numeroase ramuri dispuse în verticilii. Coniferele sunt plante monoice, mai rar dioice. Florile mascule sunt amentiforme și apar la baza ramurilor tinere. Ele au numeroase stamine solziforme cu saci polinici în care se formează grăunciorii de polen. Florile femele sunt organizate în conuri, carpelele solzoase fiind inserate pe axa conului. Ovulele se găsesc pe partea superioară a solzului intern care este fertil. Conurile se formează la vârful unor ramuri tinere. La conifere polenizarea este anemofilă. Polenul este de formă globuloasă sau trilobată. Semințele coniferelor sunt libere, fiind însoțite de o aripă care favorizează diseminarea.

## Răspândire
Coniferele sunt răspândite aproape pe întreaga suprafață a Pământului (cu excepția stepelor și a savanelor).

## Utilizare
Lemnul coniferelor este folosit la construcții, mobilă, instrumente muzicale, sisteme de încălzire. Prin distilarea rășinii se poate obține terebentină. Există și specii de conifere care au semințe comestibile.

## Familii
Ordinul Pinales include următoarele 7 familii:
- Araucariaceae
- Cephalotaxaceae
- Cupressaceae
- Pinaceae
- Podocarpaceae
- Sciadopityaceae
- Taxaceae